# Guglielmo Del Bimbo
Guglielmo Del Bimbo, italijanski veslač, * 20. oktober 1903, Livorno, † 3. november 1973.
Del Bimbo je za Italijo nastopil na Poletnih olimpijskih igrah 1932 in 1936, obakrat v osmercu. Tako v Los Angelesu, kot tudi v Berlinu, je italijanski čoln osvojil srebrno medaljo.